# 704 a.C.
Il 704 a.C. (DCCIV a.C. in numeri romani) è un anno  dell'VIII secolo a.C.

## Eventi
- Il sovrano Sennacherib sposta la capitale assira a Ninive